# Палажченко, Алексей Евсеевич
Алексей Евсеевич Палажченко (23 марта 1924 — 28 марта 1979) — советский украинский поэт, писатель.

## Биография
Родился 23 марта 1924 в селе Викторово (Глуховский район) в крестьянской семье, был старшим из четверых детей Евсея и Екатерины Палажченко. Некоторое время Алексей провёл на Донбассе, когда отец отправился на заработки на шахту в Макеевке.
Во время Великой Отечественной войны был подпольщиком, в 17 лет вступил в партизанский отряд, служил в соединении С. А. Ковпака. После тяжёлого ранения летом 1943 года Палажченко пришлось покинуть партизан: его на самолёте отправили в московский госпиталь. После лечения дали отпуск на два месяца. Осенью 1943 года он стал бойцом-зенитчиком 1-го Украинского фронта. Награждён орденом Отечественной войны, медалями «За отвагу», «За освобождение Варшавы», «За освобождение Праги», «За взятие Вены», «За взятие Берлина». Член КПСС с 1944 года.
В 1949 году окончил Глуховский учительский институт, в 1958 году — Высшую партийную школу при ЦК Компартии Украины.
Работал преподавателем украинского языка и литературы, редактором ямпольской районной газеты «Путь социализма», в редакции журнала «Радуга», в Министерстве образования УССР. В 1953 году был участником первой послевоенной конференции молодых писателей.
Умер в Киеве 28 марта 1979 года. Похоронен на Байковом кладбище (старая часть). Авторы надгробного памятника — скульптор Орлов М. Д. и сын — Палажченко В. А.

## Творчество
Свои стихотворные произведения Алексей Палажченко начал писать ещё в школьные годы. Первое его стихотворение «Весна» было напечатано в 1939 году в районной газете «Коллективист Глуховщины», когда молодому поэту было только 15 лет. Систематическое творчество Палажченко началось в 1944 году, когда в газете 1-го Украинского фронта «За честь Родины» напечатали его «Песню о Ковпаке». В стихах и песнях: «Клич Ковпака», «Прощание», «Песня о мести», «На страже», «Украина-мать» Алексей Палажченко воспел рейд отрядов Ковпака на правый берег Днепра в 1942 году.
В 1956 году в издательстве «Советский писатель» вышел его первый сборник стихов под названием «Путивляночка». Второй сборник стихов Палажченко «Зелёный шум» вышел в 1958 году в издательстве «Молодь». Она состояла из двух разделов: «В грозовые дни» и «Погожее утро». В сборник вошло 54 стихотворения. Третий и последний сборник «На поле чести» вышел в 1971 году.